# Sonno negli animali

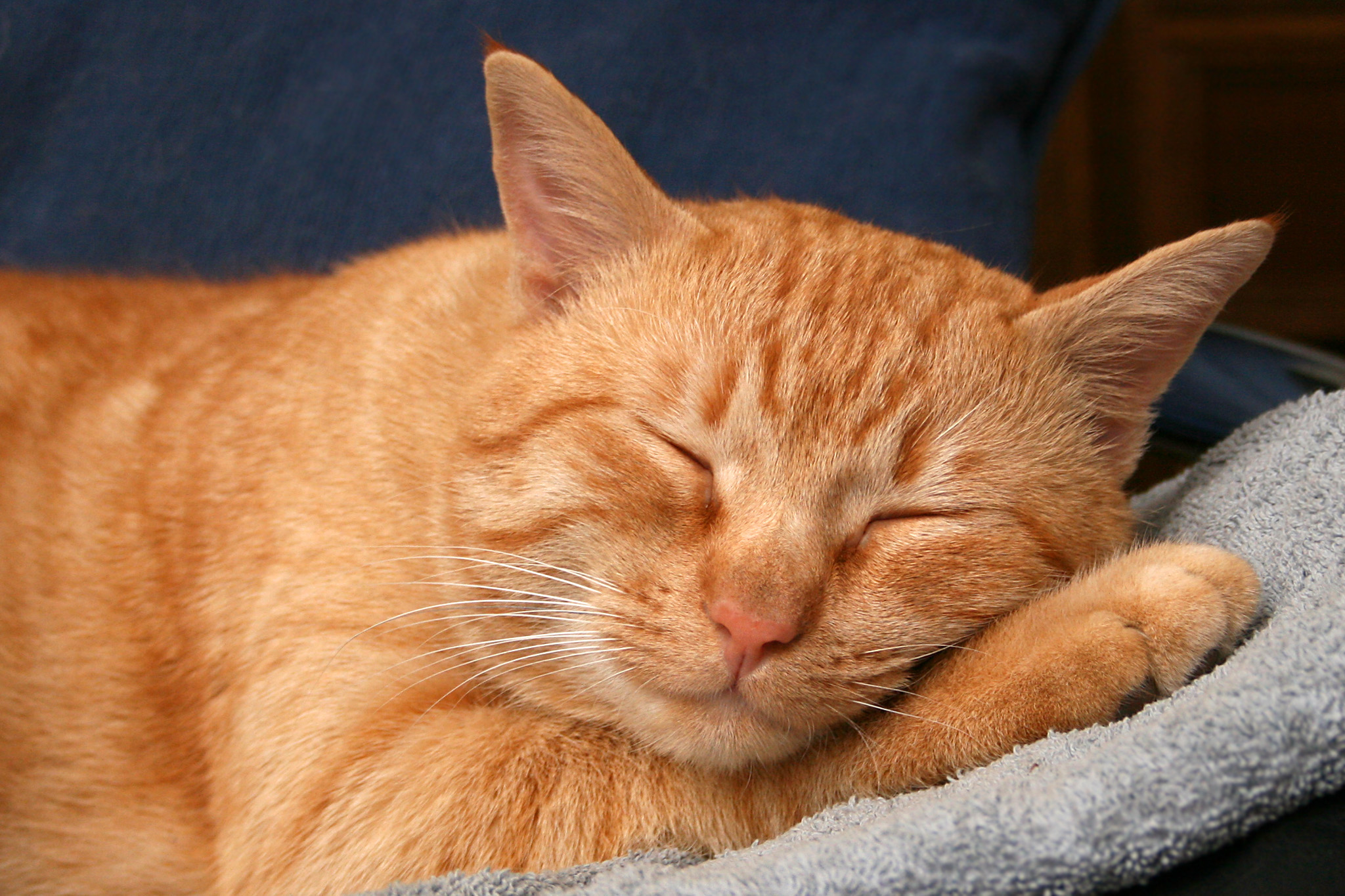
Un gatto addormentato

Il sonno negli animali non umani si riferisce ad uno stato comportamentale e fisiologico caratterizzato da incoscienza reversibile, ridotta reattività agli stimoli esterni e regolazione omeostatica.
Il sonno sembra essere un requisito per tutti i mammiferi e per la maggior parte degli altri animali; a titolo esemplificativo, dei ratti privati dal sonno muoiono entro un paio di settimane.

## Definizione
Il sonno può seguire una definizione fisiologica o comportamentale. In senso fisiologico, il sonno è uno stato caratterizzato da incoscienza reversibile, speciali modelli di onde cerebrali, movimenti sporadici degli occhi, perdita di tono muscolare (possibilmente con alcune eccezioni; vedi sotto per quanto riguarda il sonno di uccelli e di mammiferi acquatici) e da un aumento compensativo a seguito di privazione di questo stato. Nel senso funzionale, il sonno è caratterizzato dalla non-reattività agli stimoli esterni, l'adozione di una postura tipica e l'occupazione di un sito protetto, che è di solito ripetuto su una base di 24 ore. La definizione fisiologica si può applicare agevolmente a uccelli e mammiferi, ma in altri animali, il cui cervello non è così complesso, la definizione comportamentale è generalmente preferita. Per animali molto semplici, definizioni comportamentali del sonno sono le uniche possibili, e comunque il repertorio comportamentale dell'animale potrebbe non essere abbastanza ampio da consentire la distinzione tra il sonno e la veglia.

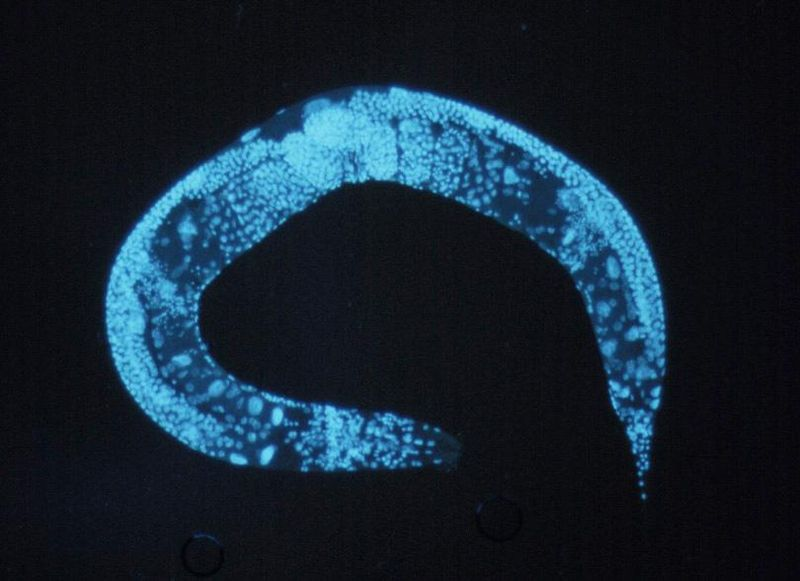
Caenorhabditis elegans è l'organismo maggiormente primitivo in cui siano stati osservati stati assimilabili al sonno.

## Sonno nelle diverse specie

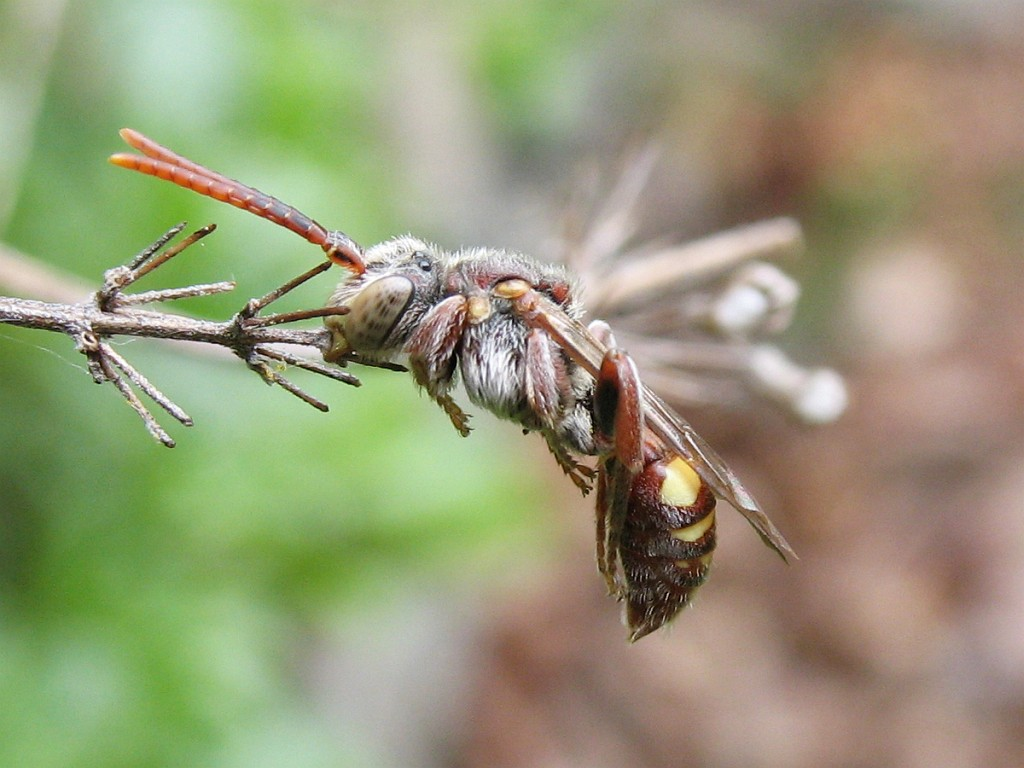
Un'ape del genere Nomada addormentata; si noti la caratteristica posizione con le mandibole ancorate al ramoscello. Le api cadono in alcuni dei più complessi stati di sonno tra gli insetti.

### Sonno negli invertebrati
Il sonno come fenomeno sembra avere radici evolutive molto antiche. Il nematode C. elegans è il più primitivo organismo in cui sono stati osservati stati assimilabili al sonno. In esso uno stato di "lethargus" si verifica per brevi periodi che precedono ogni muta, un fatto che potrebbe indicare che il sonno è primitivamente connesso a processi di sviluppo. Gli studi di Raizen et al. inoltre suggeriscono che il sonno è necessario per le modifiche al sistema neurale.
Studi elettrofisiologici del sonno in piccoli invertebrati sono complicati. Tuttavia, anche semplici animali come i moscerini della frutta dormono e un disturbo sistematico di questo stato porta a disabilità cognitive. Ci sono diversi metodi di misura delle funzioni cognitive nei moscerini della frutta. Un metodo comune è quello di lasciare i moscerini scegliere se volare attraverso un tunnel che porta a una sorgente di luce, o attraverso un tunnel buio: normalmente i moscerini sono attratti dalla luce, ma se è stato posto dello zucchero alla fine del tunnel buio, e qualcosa che ai moscerini non piace è collocato alla fine del tunnel di luce, i moscerini alla fine impareranno a volare verso il buio piuttosto che verso la luce. Moscerini privati del sonno richiedono più tempo per imparare questo e lo dimenticano più in fretta.
Se un artropode è sperimentalmente trattenuto dal dormire più di quanto sia abituato, il suo prossimo periodo di sonno risulta prolungato. Negli scarafaggi questo periodo è caratterizzato dalle antenne che sono ripiegate e da una minor sensibilità agli stimoli esterni. Anche i gamberi di fiume dormono: sono più passivi e hanno una soglia maggiore agli stimoli sensoriali oltre a modelli EEG decisamente diversi da quelli che hanno da svegli.

### Sonno nei vertebrati

#### Sonno nei pesci
Il sonno nei pesci non è ampiamente studiato. Si sospetta che alcune specie che vivono sempre in banchi, o che nuotano continuamente (perché necessitano di una ventilazione continua delle branchie, per esempio) non dormano mai. C'è anche un dubbio su certe specie cieche che vivono in grotte sottomarine. Altri pesci, invece, evidentemente dormono. Per esempio, i pesci zebra, Tilapia, tinche, i pesci gatto nebulosi e i Cephaloscyllium ventriosum diventano immobili e non reattivi di notte (o di giorno, nel caso dei Cephaloscyllium); i Bodianus rufus e i Thalassoma bifasciatum possono anche essere sollevati con una mano fin su alla superficie dell'acqua senza avere reazioni. Durante uno studio di osservazione del 1961 di circa 200 specie in acquari pubblici europei, sono stati segnalati molti casi di apparente sonno. D'altra parte, i cicli di sonno sono facilmente disturbati e potrebbero anche sparire durante i periodi di migrazione, la deposizione delle uova e la cura dei cuccioli.

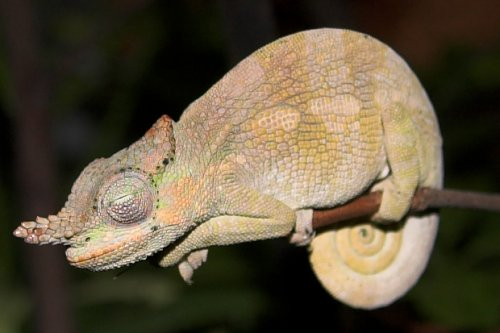
Kinyongia tavetana addormentato

#### Sonno nei rettili
È stata registrata l'attività elettrica del cervello di rettili addormentati; il modello EEG riscontrato durante il sonno dei rettili è però diverso da quelli conosciuti dei mammiferi e degli altri animali. Per i rettili, il tempo di sonno aumenta a seguito di una privazione, e sono necessari stimoli più forti per risvegliare gli animali quando sono stati privati del sonno rispetto a quando hanno dormito normalmente. Questo suggerisce che il sonno che segue la privazione è più profondo, in maniera da compensarne il bisogno.

#### Sonno negli uccelli

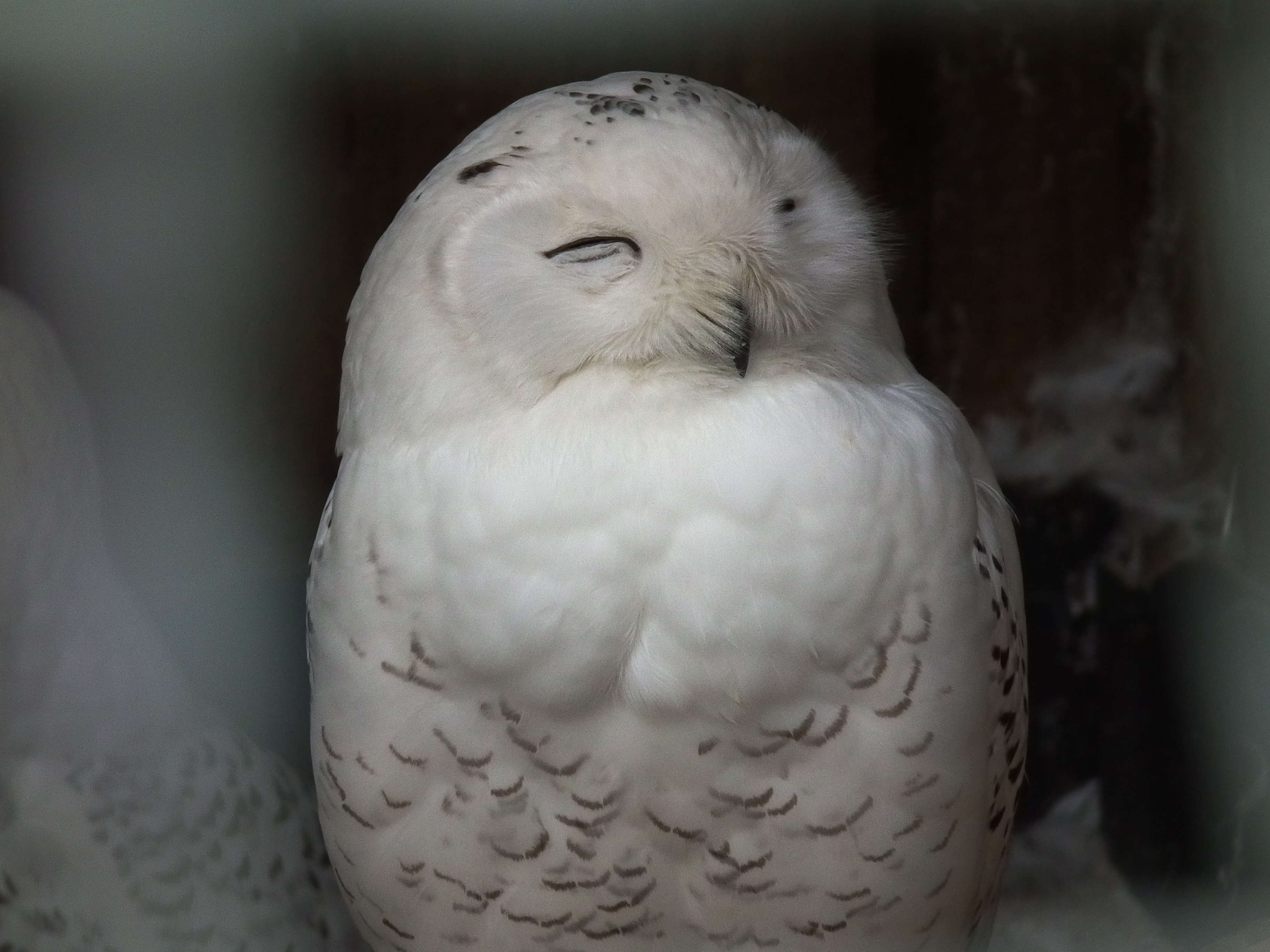
Gufo delle nevi addormentato

Ci sono notevoli somiglianze tra il sonno negli uccelli e quello nei mammiferi. Questo fa pensare che il sonno negli animali superiori, con la sua divisione in REM e NREM, si sia evoluto insieme all'omeotermia. Gli uccelli compensano la perdita di sonno in un modo simile ai mammiferi, con un più profondo o più intenso SWS (sonno a onde lente, in inglese slow wave sleep).
Gli uccelli hanno sia sonno REM che NREM, e i pattern EEG di entrambi sono simili a quelli dei mammiferi. Diverse specie di uccelli dormono per tempistiche differenti, ma le associazioni notate tra i mammiferi tra la quantità di sonno e variabili come la massa corporea, la massa cerebrale, la massa cerebrale relativa, il metabolismo basale e altri fattori (vedi sotto) non si ritrovano negli uccelli. Il solo fattore esplicativo evidente per le variazioni nelle quantità di sonno per uccelli di varie specie è che uccelli che dormono in ambienti in cui sono esposti ai predatori hanno meno sonno profondo degli uccelli che dormono in ambienti più protetti.

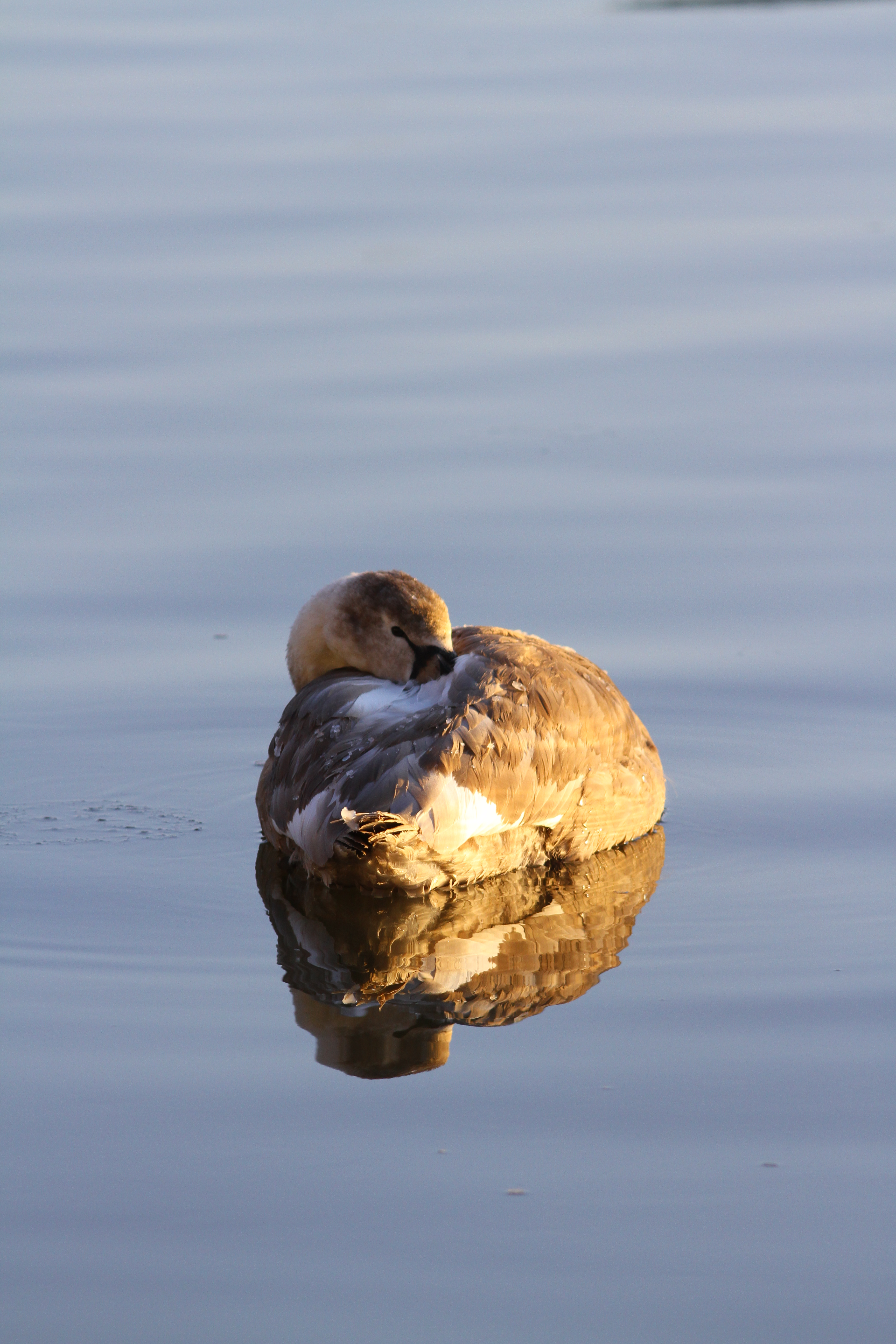
Cigno reale con almeno un emisfero addormentato

Una peculiarità che gli uccelli condividono con i mammiferi acquatici, e forse anche con alcune specie di lucertole, è la possibilità di avere sonno uniemisferico, che è la capacità di dormire con un emisfero cerebrale, mentre l'altro emisfero è sveglio.
I pareri degli studiosi non si accordano completamente a proposito del sonno degli uccelli migratori. L'oggetto di discussione è soprattutto se siano in grado o meno di dormire durante il volo.

#### Sonno nei mammiferi

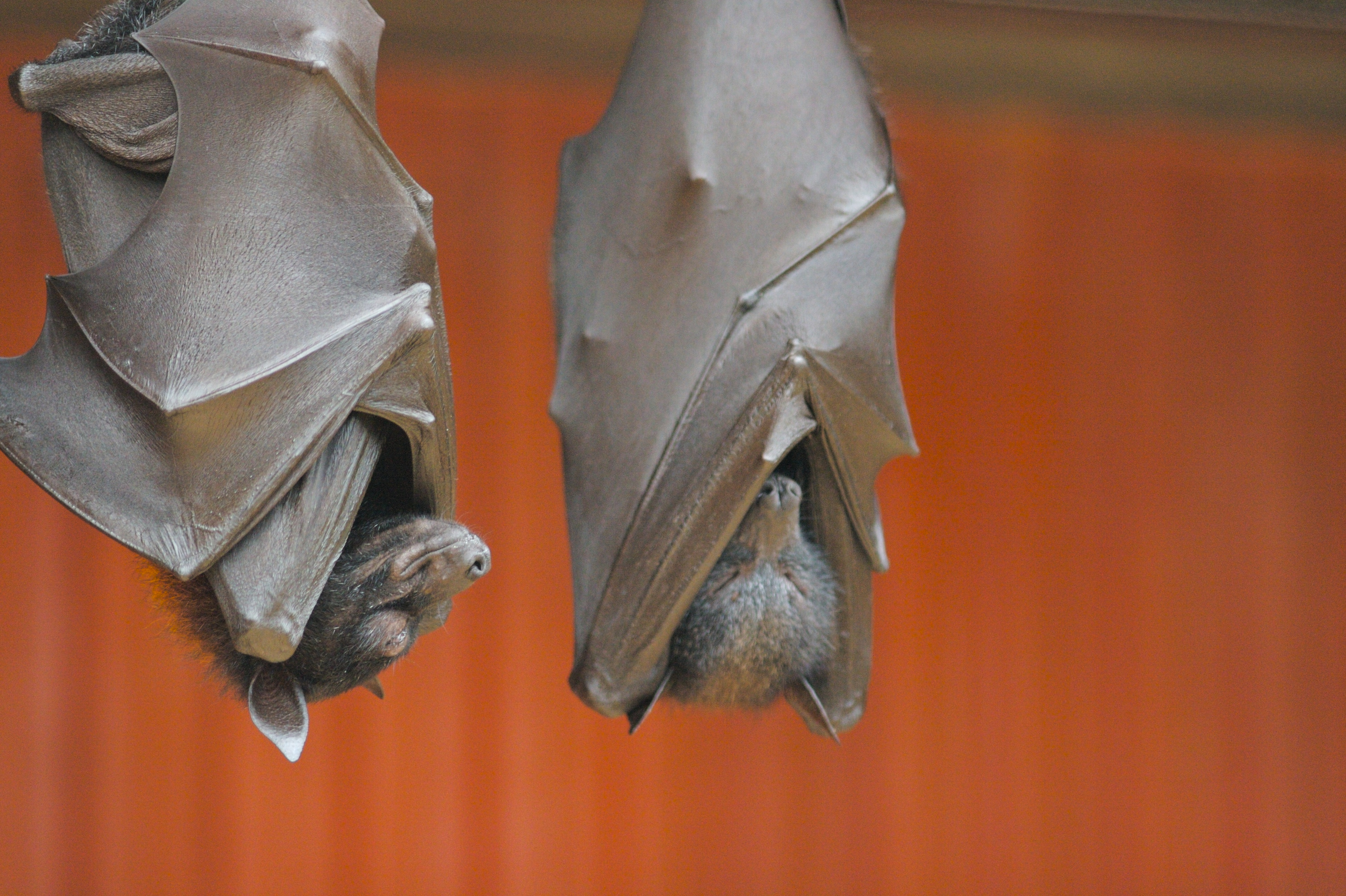
Volpi volanti addormentate

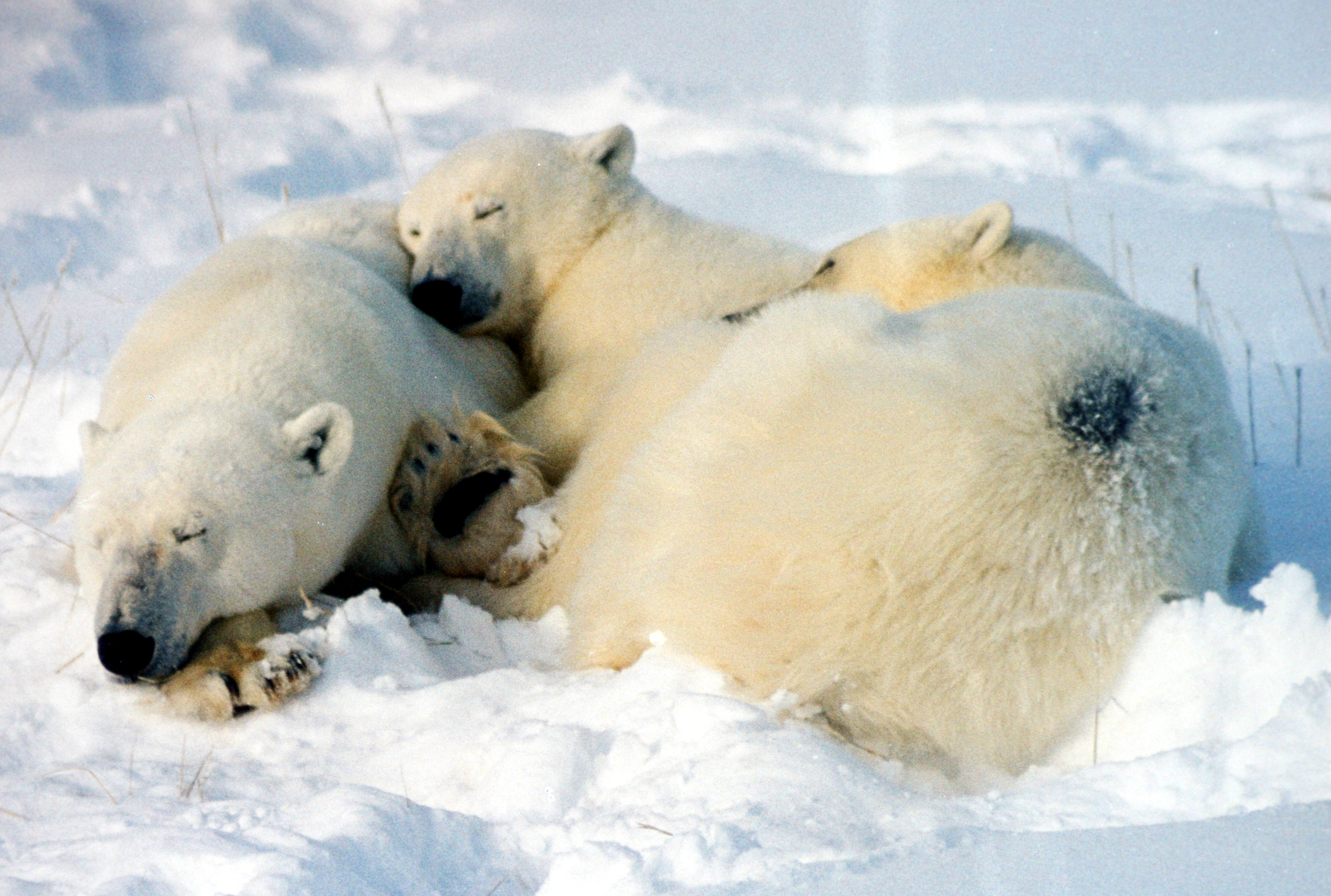
Orsi polari addormentati

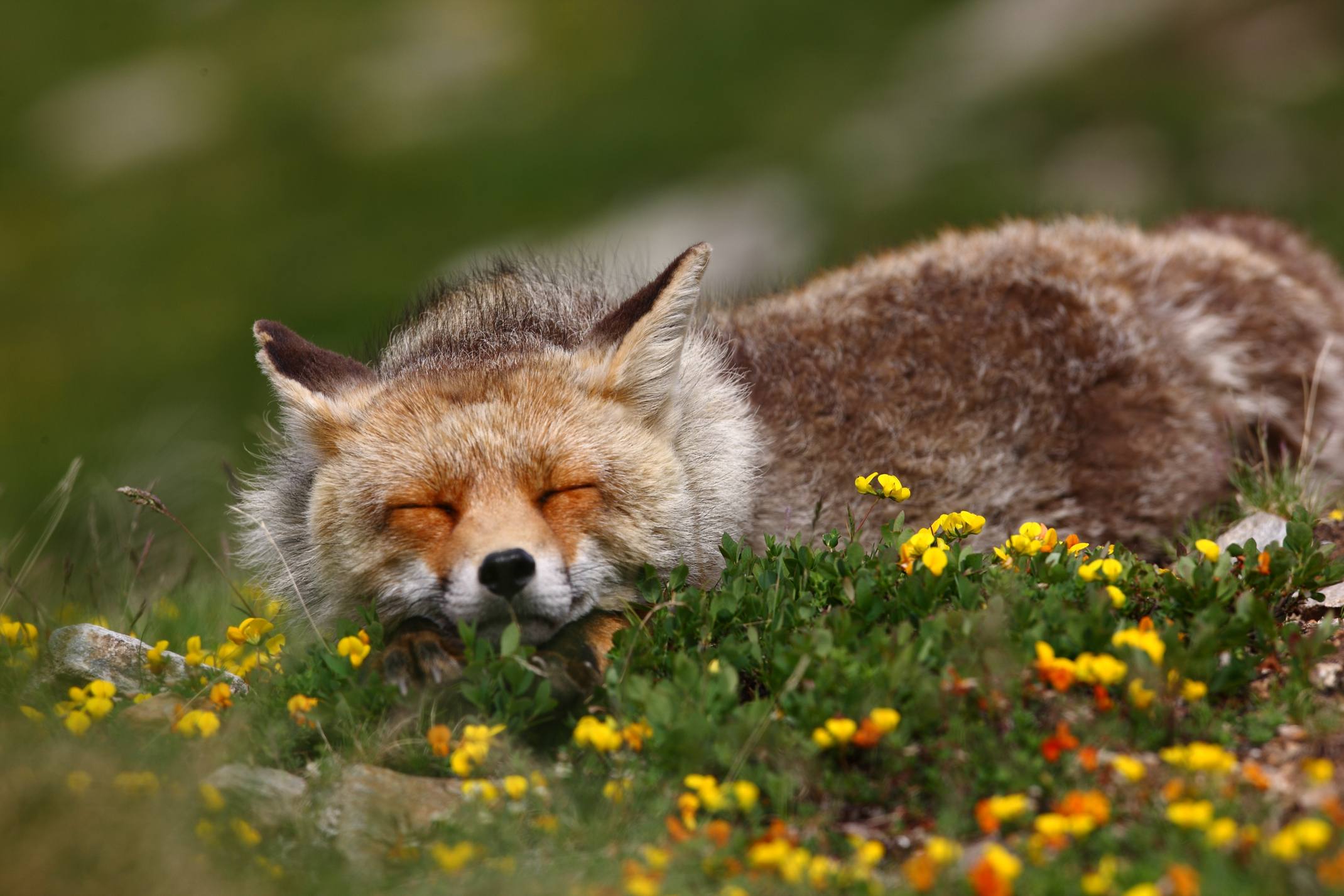
Una volpe addormentata

Mammiferi di diverse specie hanno periodi di sonno diversi. Alcuni, come i pipistrelli, dormono 18-20 ore al giorno, mentre altri, tra cui le giraffe, dormono solo 3-4 ore al giorno. Ci possono essere grandi differenze anche tra specie strettamente correlate e ce ne possono essere anche tra i dati di laboratorio e quelli raccolti da studi sul campo: per esempio, i ricercatori nel 1983 notarono che in cattività i bradipi dormono quasi 16 ore al giorno, ma nel 2008, quando sono stati sviluppati registratori neurofisiologici in miniatura che poterono essere fissati sugli animali selvatici, si è scoperto che i bradipi in natura dormono solo 9,6 ore al giorno.
Come per gli uccelli, la regola principale per i mammiferi (con alcune eccezioni, vedi sotto) è che hanno essenzialmente due diverse fasi del sonno: REM e NREM. La lunghezza del sonno dei mammiferi è associata con le abitudini alimentari. Il fabbisogno giornaliero di sonno è più alto per i carnivori, inferiore per gli onnivori e ancora minore per gli erbivori. Gli esseri umani non dormono insolitamente molto o molto poco rispetto ad altri mammiferi, ma dormiamo meno rispetto a molti altri onnivori. Molti erbivori, come i ruminanti, spendono molto del loro tempo da svegli in uno stato di sonnolenza, che forse potrebbe in parte spiegare il loro bisogno di sonno relativamente basso. Per gli erbivori è evidente una correlazione inversa tra la massa del corpo e la durata del sonno; i mammiferi di grandi dimensioni dormono meno rispetto a quelli più piccoli. Si pensa che questa correlazione spieghi circa il 25% della differenza nella quantità di sonno tra i diversi mammiferi. Anche la lunghezza di un particolare ciclo di sonno è associata con la dimensione dell'animale; in media, i più grandi animali hanno cicli del sonno di durata più lunga rispetto a quelli più piccoli. La quantità di sonno è poi correlata a fattori come il metabolismo basale, la massa cerebrale e la massa cerebrale relativa.
Mammiferi nati con ben sviluppati sistemi di regolamentazione, come il cavallo e la giraffa, tendono ad avere meno sonno REM rispetto alle specie che sono meno sviluppate alla nascita, come i gatti e i ratti. Questo sembra riecheggiare il bisogno maggiore di sonno REM che si riscontra tra i neonati rispetto agli adulti nella maggior parte delle specie di mammiferi.

##### Confronto del periodo medio di sonno di diversi mammiferi (in cattività) per ogni 24 ore
- cavalli: 2,9 ore
- elefanti: 3+ ore
- mucche: 4,0 ore
- giraffe: 4,5 ore
- esseri umani: 8,0 ore
- conigli: 8,4 ore
- scimpanzé: 9,7 ore
- volpi rosse: 9,8 ore
- cani: 10,1 ore
- topi domestici: 12,5 ore
- gatti: 12,5 ore
- leoni: 13,5 ore
- ornitorinchi: 14 ore
- scoiattoli striati: 15 ore
- armadilli giganti: 18,1 ore
- vespertilii bruni: 19,9 ore

#### Sonno nei monotremi
Da quando i monotremi, mammiferi che depongono uova, sono considerati rappresentanti di uno dei gruppi di mammiferi evolutivamente più antichi, sono stati oggetto di particolare interesse per lo studio del sonno dei mammiferi. I primi studi di questi animali non poterono trovare una prova evidente di sonno REM; inizialmente si era ipotizzato che tale fase non esistesse nei monotremi, ma che si fosse sviluppata dopo la loro distinzione dal resto della linea evolutiva dei mammiferi. Tuttavia, registrazioni EEG del tronco cerebrale di monotremi mostrano una struttura di impulsi molto simile ai modelli visti nel sonno REM dei mammiferi superiori, e infatti la più grande quantità di sonno REM nota tra tutti gli animali si trova nell'ornitorinco. Gli studi indicano che la durata media del sonno in un periodo di 24 ore di un ornitorinco arrivi a toccare le 14 ore, fatto che potrebbe essere dovuto all'alto contenuto calorico della loro dieta a base di crostacei .

#### Sonno nei mammiferi acquatici

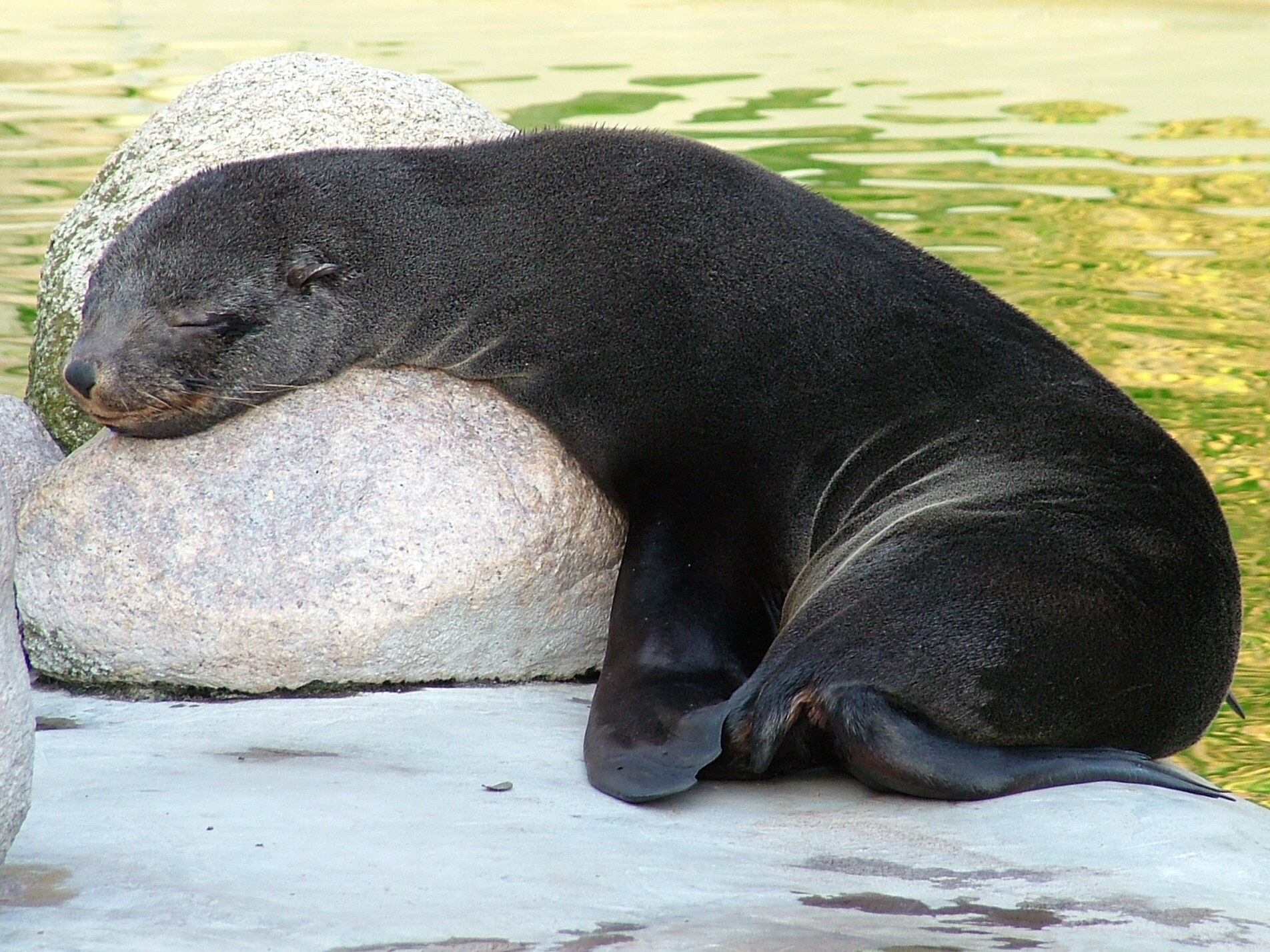
Otaria orsina del Capo addormentata in uno zoo

Pinnipedi e balene appartengono ai mammiferi acquatici. I pinnipedi sono divisi in foche e otarie; i due gruppi hanno risolto in modo diverso il problema di dormire in acqua. Le otarie, come le balene, possono dormire in maniera uniemisferica. La metà del cervello addormentata non si risveglia quando le otarie sono in superficie per respirare, d'altronde le pinne e baffi sul suo lato opposto del corpo sono immobili. Mentre sono in acqua, le otarie non hanno quasi mai sonno REM e possono passare una settimana o due senza di esso, ma non appena si spostano sulla terra, tornano ad intervallare il sonno REM e NREM come i mammiferi terrestri. Sorprendente, non hanno "sonno di recupero" dopo aver perso così tanto REM. Le foche invece dormono con entrambi gli emisferi come la maggior parte dei mammiferi, sotto l'acqua, galleggiando sulla superficie o sulla terraferma; trattengono il respiro durante il sonno sotto l'acqua e si svegliano regolarmente per risalire in superficie per respirare. Si possono anche appendere in acqua in modo che le loro narici rimangano al di sopra dell'acqua, e in questa posizione hanno il sonno REM; non ce l'hanno invece sott'acqua.
Il sonno REM è stato osservato in una specie di delfini. Le balene invece non sembrano avere sonno REM, né sembrano avere problemi per questo. Il sonno REM d'altronde è difficile da immaginare in habitat acquatici perché causa atonia muscolare, cioè una paralisi funzionale dei muscoli scheletrici, che può essere difficile da coniugare con la necessità di respirare regolarmente.

## Sonno uniemisferico
Alcune specie animali, tra cui i cetacei, gli uccelli e alcuni rettili, sono in grado di dissociare l'attività dei due emisferi cerebrali in maniera tale che mentre un emisfero dorme, l'altro rimane sveglio. Durante il sonno uniemisferico è presente asimmetria dell'attività elettroencefalografica dei due emisferi. Negli uccelli quando un solo emisfero sta dormendo, solo l'occhio controlaterale sarà chiuso: per esempio, quando l'emisfero destro è addormentato l'occhio sinistro sarà chiuso, e viceversa. La distribuzione di sonno tra i due emisferi e la quantità di sonno uniemisferico sono determinate sia da quale parte del cervello è stata più attiva durante il precedente periodo di veglia (quella parte dormirà più profondamente), sia dal rischio di attacchi da parte di predatori. Le anatre vicino al perimetro dello stormo sono probabilmente quelle che rileveranno per prime gli attacchi dei predatori. Queste anatre sono significativamente più soggette a sonno uniemisferico di quelle che dormono in mezzo allo stormo, e reagiscono a stimoli minacciosi visti con l'occhio aperto.

## Sonno negli animali in letargo
Gli animali in letargo sono in uno stato di torpore, diverso dal sonno. Il letargo riduce notevolmente il bisogno di dormire, ma non lo annulla. Alcuni animali che vanno in letargo lo interrompono un paio di volte durante l'inverno, così da poter dormire.